# Долгаш
Долгаш (мкд. Долгаш) је насељено место у Северној Македонији, у западном делу државе. Долгаш припада општини Центар Жупа.

## Географија
Насеље Долгаш је смештено у крајњем западном делу Северне Македоније, близу државне границе са Албанијом (3 km западно). Од најближег већег града, Дебра, насеље је удаљено 26 km јужно.
Рељеф: Долгаш се налази у области Жупа, на западним падинама планине Стогово. Источно од насеља се налази главно било планине, док се западно тло спушта у долину Црног Дрима, која је у ово делу преграђена, па је ту образовано вештачко Дебарско језеро. Надморска висина насеља је приближно 830 метара.
Клима у насељу је планинска због знатне надморске висине.

## Становништво
По попису становништва из 2002. године Долгаш је имао 123 становника.
Претежно становништво у насељу су Турци (Торбеши) (100%).
Већинска вероисповест у насељу је ислам.